# Muzeum Józefa Stalina w Gori
Państwowe Muzeum Józefa Stalina – gruzińskie muzeum poświęcone życiu radzieckiego przywódcy, z pochodzenia Gruzina, Józefa Stalina. Zlokalizowane jest w jego rodzinnej miejscowości Gori przy al. Stalina 32. Zostało otworzone 10 listopada 1937 r.
Główną część muzeum stanowi budynek wykonany w stylu socrealistycznym, pierwotnie służący za lokalne muzeum, jednak po śmierci Stalina w 1953 r. przekształcono je w muzeum-pomnik ku jego czci. Zgromadzono w nim ok. 40 000 eksponatów, włączając w to jego rzeczy osobiste, meble biurowe, prezenty, które otrzymywał na przestrzeni kilkudziesięciu lat, książki. Muzeum posiada także wiele ilustracji, dokumentów, fotografii i wycinków gazet z różnych okresów życia radzieckiego przywódcy. Szczególnym eksponatem jest jedna z dwunastu masek wykonanych zaraz po śmierci Stalina.
Obok głównego budynku oglądać można przeniesioną w to miejsce i odrestaurowaną chatę szewca Besariona Dżugaszwilego, ojca Stalina, w której wódz urodził się i spędził pierwsze cztery lata życia. 
Na placu muzeum ustawiono jako eksponat opancerzony wagon, którym od 1941 r. podróżował Stalin, m.in. na konferencję w Jałcie i Teheranie. Wagon waży 83 tony, został podarowany muzeum w 1985 r. 

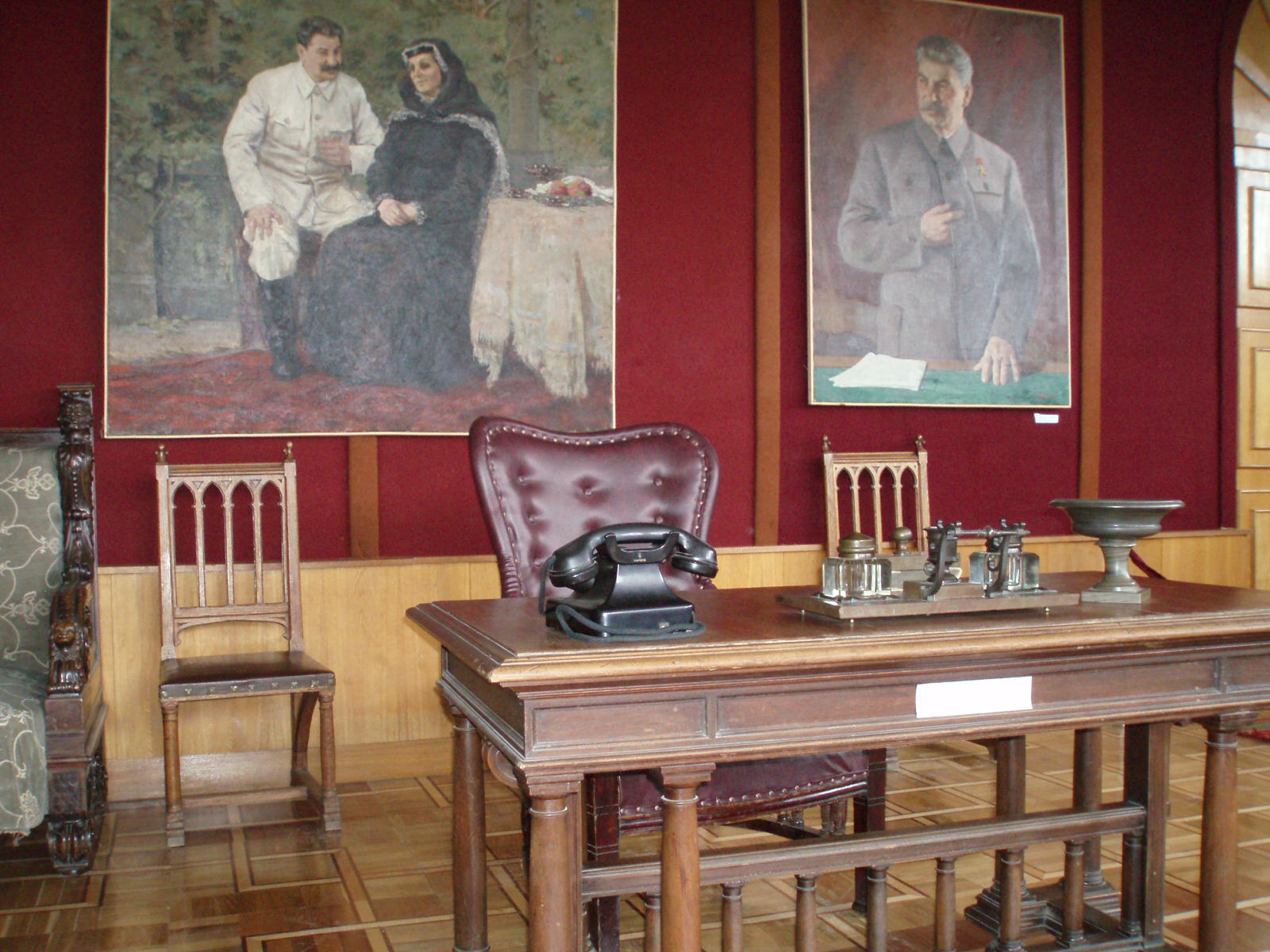
Biurko Stalina
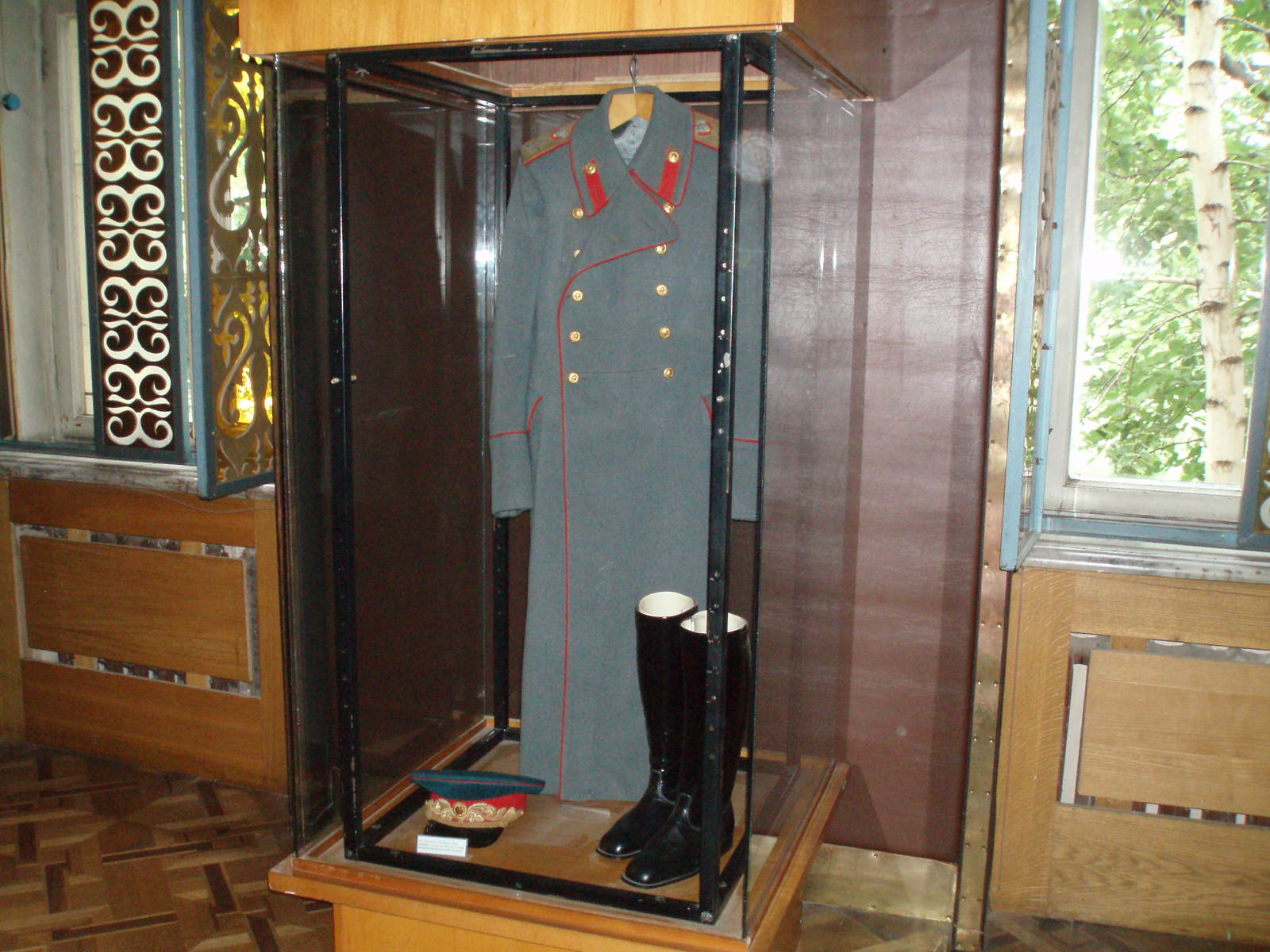
Mundur
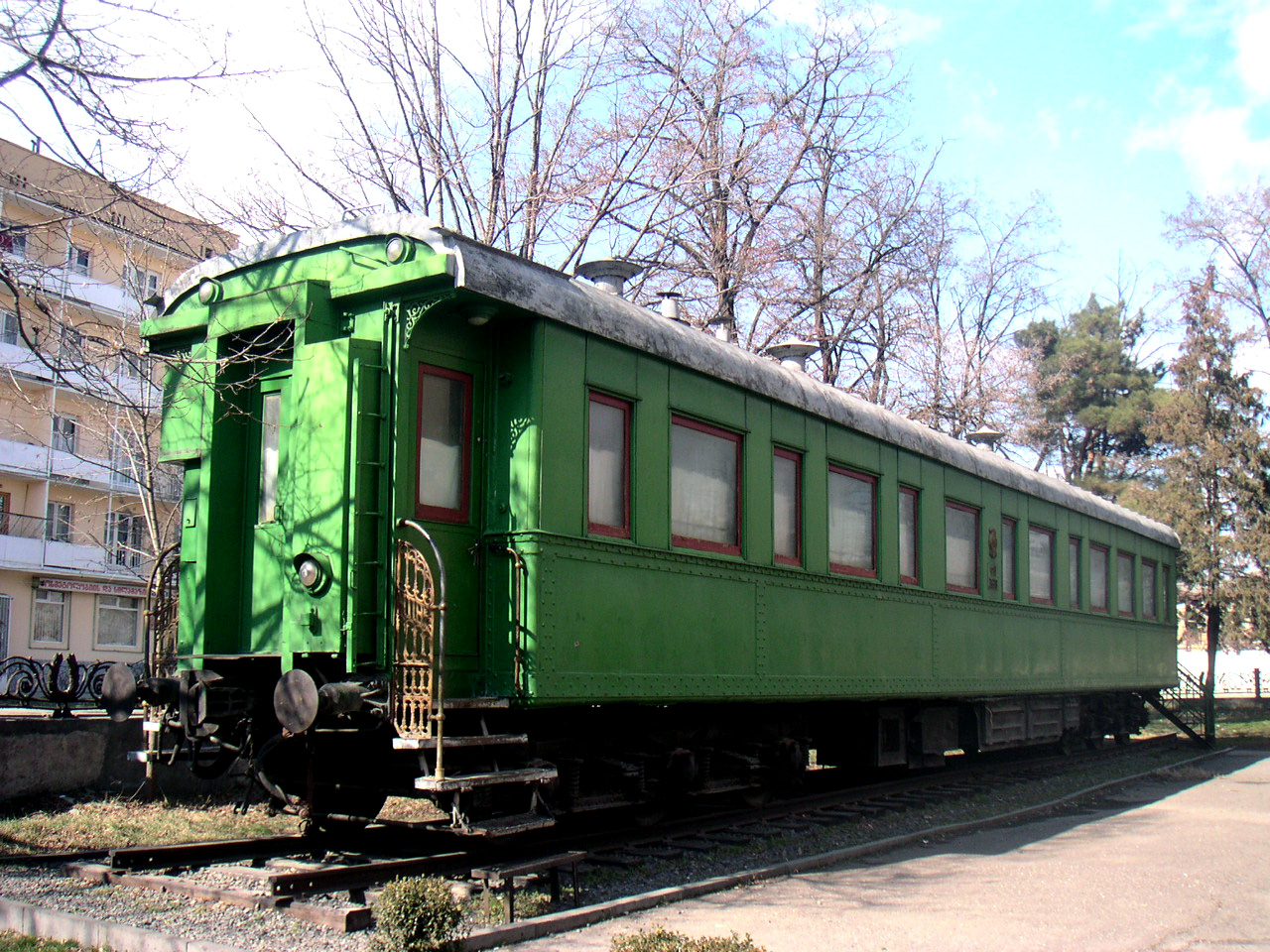
Salonka którą podróżował

## Źródło
- Oficjalna strona muzeum Józefa Stalina w Gori